# کریستف اوریول
کریستف اوریول (فرانسوی: Christophe Oriol‎؛ زادهٔ ۲۸ فوریهٔ ۱۹۷۳) دوچرخه‌سوار اهل فرانسه است.